# 遺失物法
遺失物法（いしつぶつほう、平成18年6月15日法律第73号）は、遺失物、埋蔵物その他の占有を離れた物の拾得および返還に係る手続その他その取扱いに関し必要な事項に関する日本の法律である。旧遺失物法（明治32年法律第87号）を全部改正して成立。

## 構成
- 第1章 - 総則（第1条 - 第3条）
- 第2章 - 拾得者の義務及び警察署長等の措置
  - 第1節 - 拾得者の義務（第4条）
  - 第2節 - 警察署長等の措置（第5条 - 第12条）
  - 第3節 - 施設における拾得の場合の特則（第13条 - 第26条）
- 第3章 - 費用及び報労金（第27条 - 第34条）
- 第4章 - 物件の帰属（第35条 - 第37条）
- 第5章 - 雑則（第38条 - 第40条）
- 第6章 - 罰則（第41条 - 第44条）

## 手続

### 拾得者の義務
- 第4条
  - 拾得者は、速やかに、拾得をした物件を遺失者に返還し、又は警察署長に提出しなければならない。ただし、法令の規定によりその所持が禁止されている物に該当する物件及び犯罪の犯人が占有していたと認められる物件は、速やかに、これを警察署長に提出しなければならない（第1項）。
  - 施設において埋蔵物を除く物件を拾得をした場合は、前項の規定にかかわらず、速やかに、当該物件を当該施設の施設占有者に交付しなければならない（第2項）。
  - 前二項の規定は、動物の愛護及び管理に関する法律第35条第3項に規定する犬又は猫に該当する物件について同項の規定による引取りの求めを行った拾得者については、適用しない（第3項）。
    - 警察署は動物の飼養や保管を行う専門的な職員及び施設を有していないため、これらを有する都道府県等において犬及び猫を取り扱うこととされている（警察署で遺失届一覧簿が確認され、犬又は猫の所有者が判明しないときは、拾得者に、動物の愛護及び管理に関する法律第35条第3項の規定により都道府県等に引取りを求めるかについて確認する）[1]。

### 物件の帰属
遺失物の場合は、遺失物法（平成十八年法律第七十三号）の定めるところに従い公告をした後3箇月以内にその所有者が判明しないときは、これを拾得した者がその所有権を取得する（民法240条）。
埋蔵物の場合は、遺失物法の定めるところに従い公告をした後6箇月以内にその所有者が判明しないときは、これを発見した者がその所有権を取得する。ただし、他人の所有する物の中から発見された埋蔵物については、これを発見した者及びその他人が等しい割合でその所有権を取得する（民法241条）。
ただし、法令の規定によりその所持が禁止されている所持禁制品については国に帰属する（遺失物法第35条1号・第37条第1項）。個人情報関連物件については、保管する警察署長や特例施設占有者が国家公安委員会規則で定めるところにより速やかに廃棄する（遺失物法第35条2号～5号・第37条第2項・第3項）。

## 歴史

### 旧遺失物法
- 公布：1899年（明治32年）3月24日
- 施行：1899年（明治32年）4月13日
- 最終改正：1999年（平成11年）12月22日[3]
- 施行：2001年（平成13年）1月6日

### 新遺失物法
2006年（平成18年）6月、従来の遺失物法（明治32年法律第87号）を現状の遺失物の取り扱いにそぐわないことと、表記を現代用語化することを理由に全部改正する形で『新』遺失物法が成立し、同年6月15日に公布、2007年12月10日に施行された（平18政21）。
旧法からの主な改正点は以下の通り。
- 遺失物の保管期間が3か月に短縮された（7条4項）
- 警察では提出を受けた遺失物に関する情報をインターネット等により公開する（8条2項）
- 特例施設占有者制度の創設（17条以降）
- 傘、衣類、自転車などは2週間以内に遺失者が判明しない場合売却できることとされた（9条2項）

この改正を受け、交通事業者の間では、拾得物の保管期限を短縮する動きが出ている。